# Cylindropuntia caribaea
Cylindropuntia caribaea là một loài thực vật có hoa trong họ Cactaceae. Loài này được (Britton & Rose) F.M.Knuth mô tả khoa học đầu tiên năm 1935.

## Hình ảnh

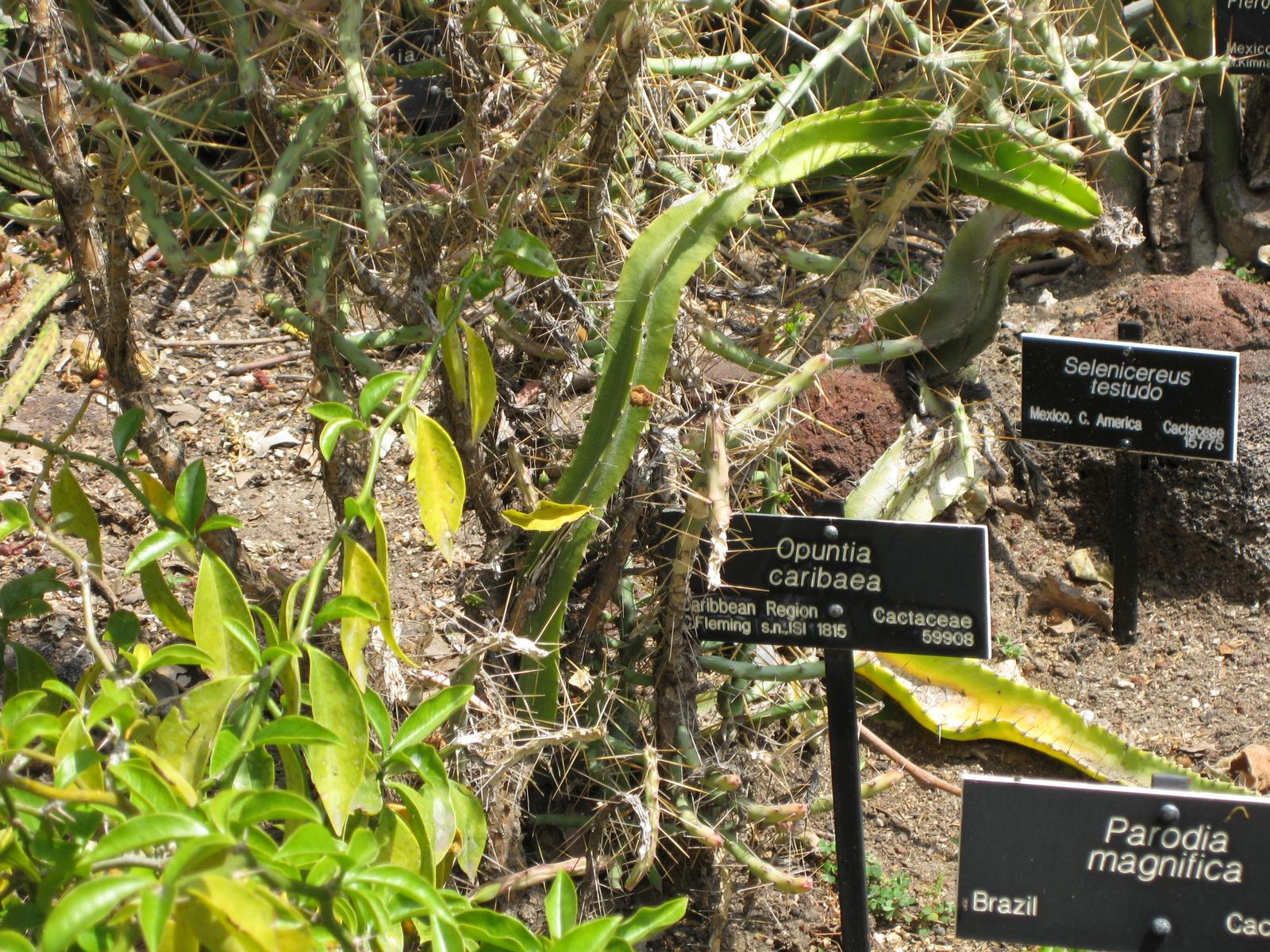